# Escalier mécanique

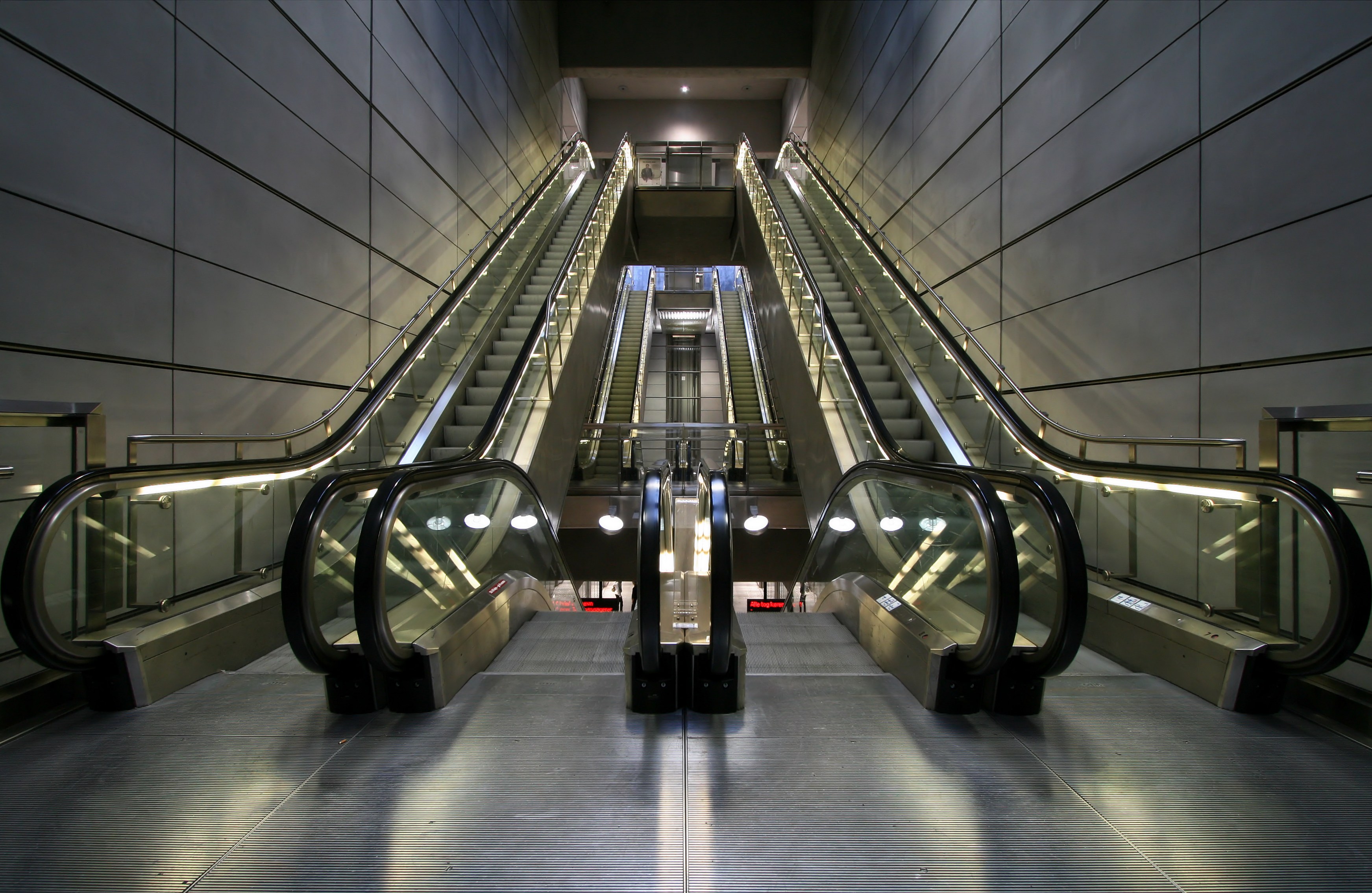
Escalier mécanique dans le métro de Copenhague.

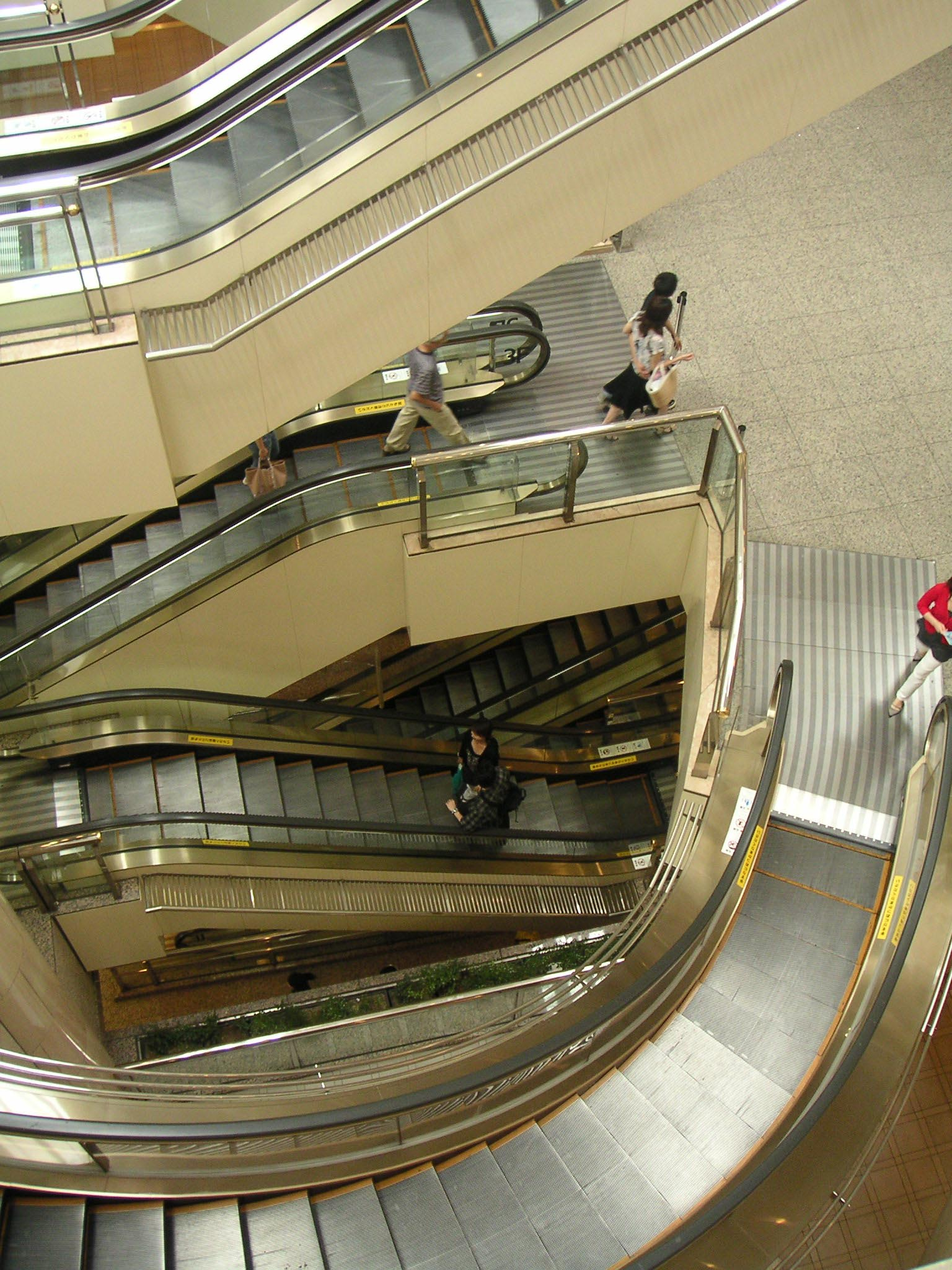
Escaliers mécaniques en spirale au Japon.

Pictogramme souvent présent aux escalateurs.

Un escalier mécanique,, appelé aussi escalier roulant,, escalateur ou escalator (marque tombée dans le domaine public, excepté en France,), est un transporteur-élévateur adapté au transport de personnes, consistant en un escalier dont les marches mobiles sont entraînées mécaniquement tout en restant en permanence dans un plan horizontal.
Cet appareil est souvent muni d'une rampe mobile avançant à la même vitesse que les marches mais pas toujours.

## Histoire

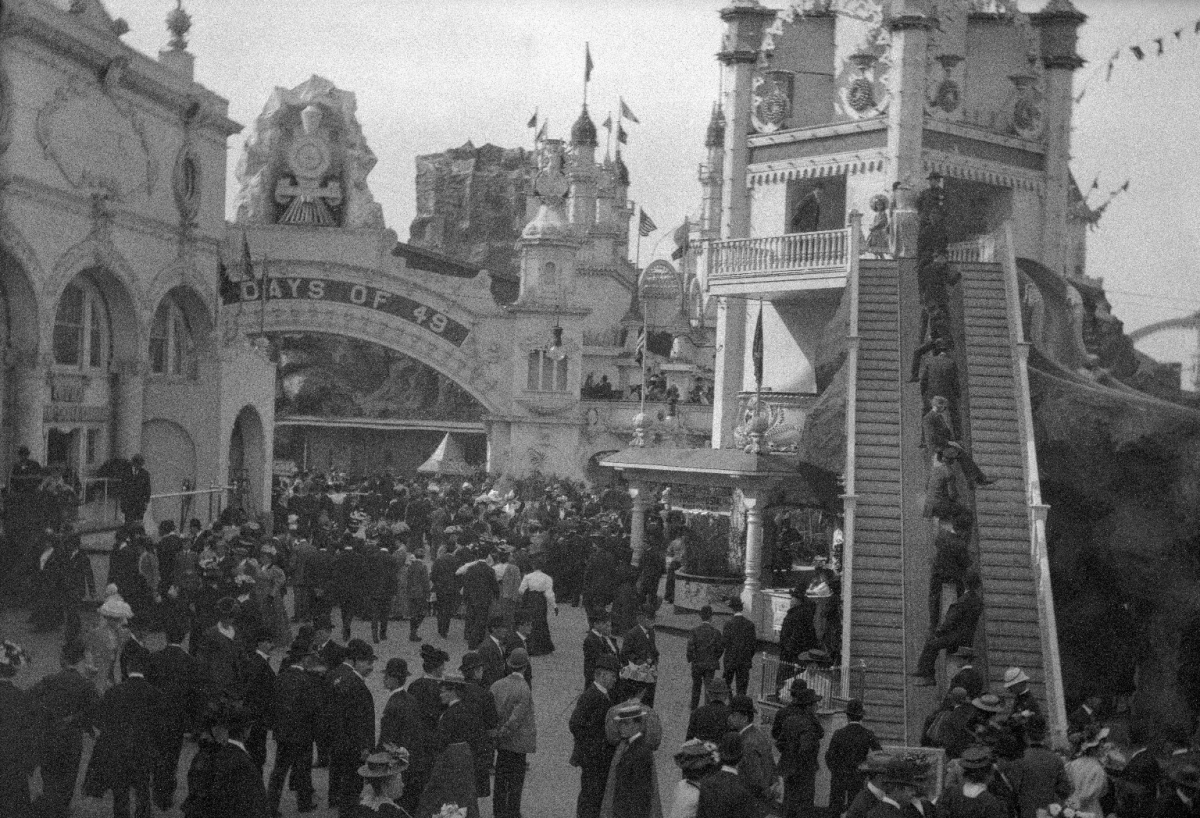
Ancien escalateur, Luna Park, Coney Island.

Le concept est breveté pour la première fois par l'inventeur Jesse W. Reno, le 15 mars 1892. Le premier prototype est installé en 1896 comme attraction dans le parc américain Coney Island. Cette première version diffère des escaliers mécaniques actuels, les personnes étant alors assises. Cette installation ne fonctionne que pendant deux semaines mais permet de transporter 75 000 personnes. Le même prototype est installé vers le pont de Brooklyn pendant un mois.
L'escalier mécanique sous la forme qu'on lui connait au début du XXIe siècle est revu par Charles Seeberger, en 1897. On lui doit aussi le nom Escalator, contraction de scala (qui signifie « degré d'escalier ») et elevator (ascenseur) qui était déjà inventé. Charles Seeberger travaille avec Otis Elevator Company pour la production du premier elevator moderne.
Un plan roulant incliné (Reno inclined Elevator) est utilisé dès 1898 dans le magasin Harrods à Londres.
En 1900, le concept est présenté lors de l'Exposition universelle à Paris, où il remporte le premier prix. Jesse Reno fonde la Reno Electric Stairways and Conveyors company en 1902.
S'ensuit, en 1910, le rachat par la société Otis du brevet de Reno, et le début de la production d'escaliers mécaniques pour les entreprises, les grands magasins et les stations de métro.
L'un des plus vieux escalateurs de France de marque Otis-Pifre est encore[Quand ?] en service au palais de Chaillot à Paris.

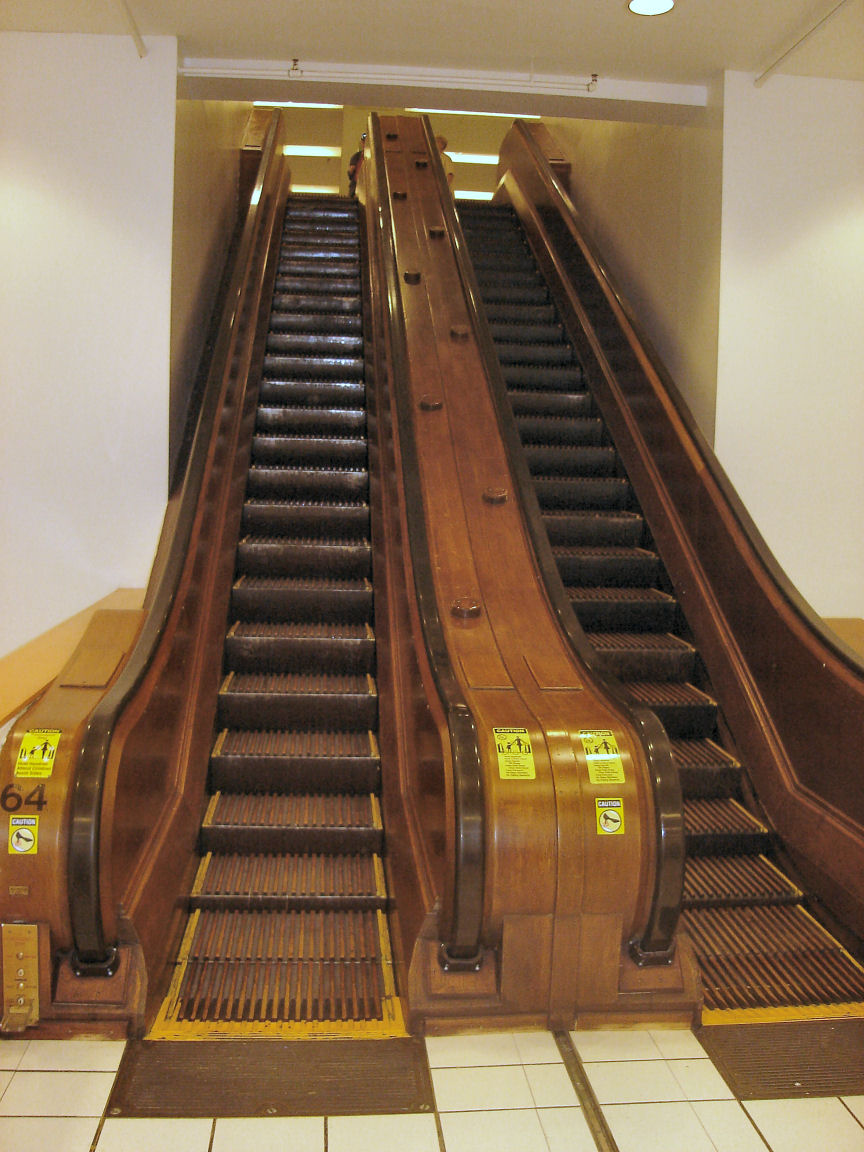
Escalateur en bois du magasin Macy's à New York.

Les premiers modèles font massivement usage de bois (marches et coffres latéraux). Toutefois, à l'occasion de l'incendie de King's Cross, on se rend compte que les escalateurs en tunnel ont une fâcheuse tendance à provoquer un embrasement généralisé éclair en cas d'incendie (à cause d'un effet tranchée), ce qui précipite leur abandon. Le métro de Londres, l'un des plus anciens et étendus d'Europe, dispose toutefois de ce type d'escalier mécanique à marches en bois jusqu'en 2014,. Des escaliers mécaniques en bois sont toujours en utilisation au Grand magasin Macy's d'Herald Square à Manhattan, New York.
Le terme « Escalator », étant une marque déposée par Otis, devrait en toute rigueur prendre une majuscule, mais il est maintenant passé dans la langue courante, notamment dans les pays anglo-saxons.
Beaucoup des grandes marques fabriquant les ascenseurs sont également réputées pour leurs escaliers mécaniques, telles qu'O&K[réf. nécessaire], Otis, Kone, ThyssenKrupp, CNIM ou Schindler.

## Mécanisme

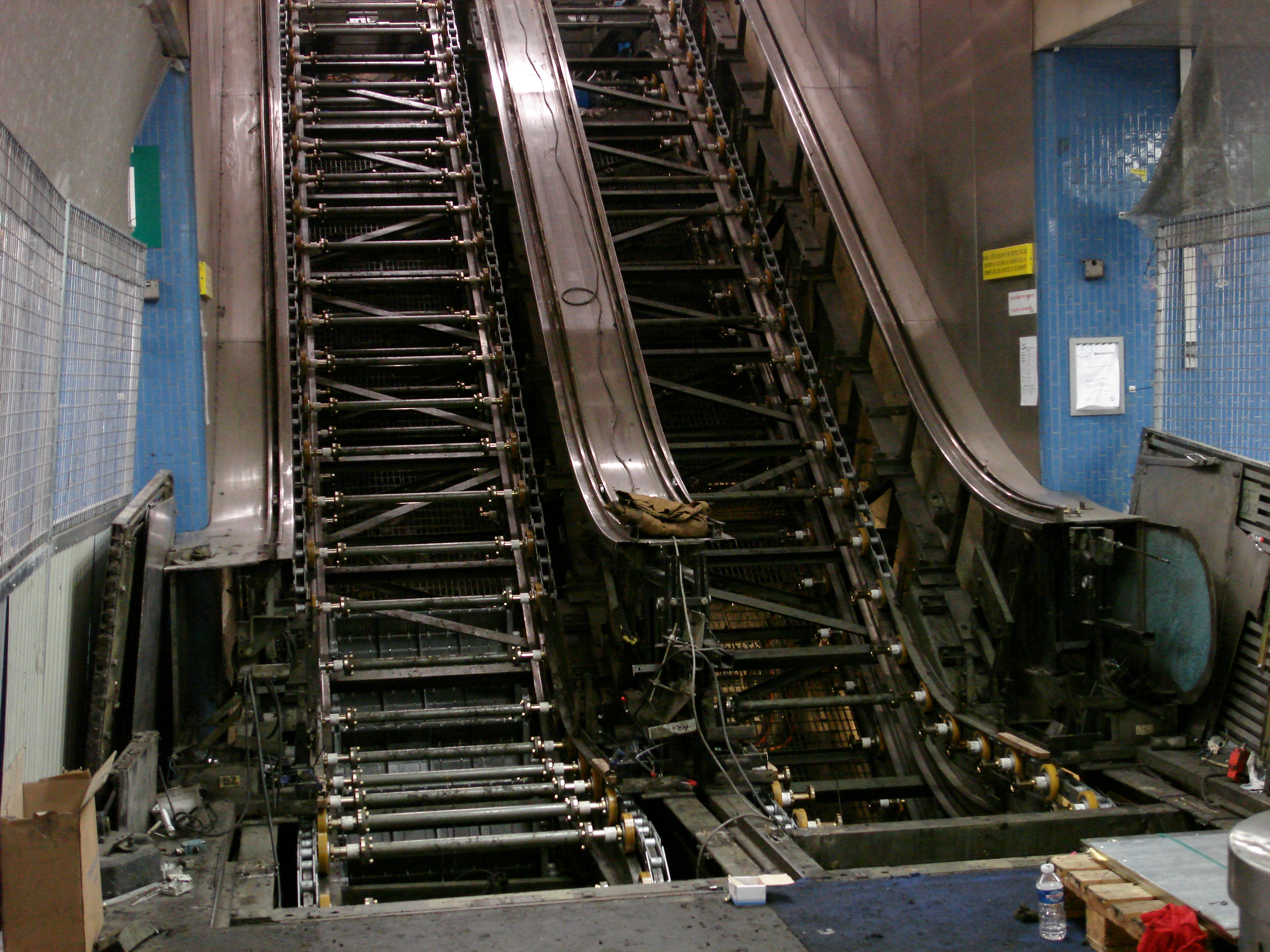
Escalier mécanique en réparation à la gare RER de Châtelet - Les Halles, à Paris.

Animation d'escalier mécanique en montée et descente, à Stockholms södra station dans le métro de Stockholm.

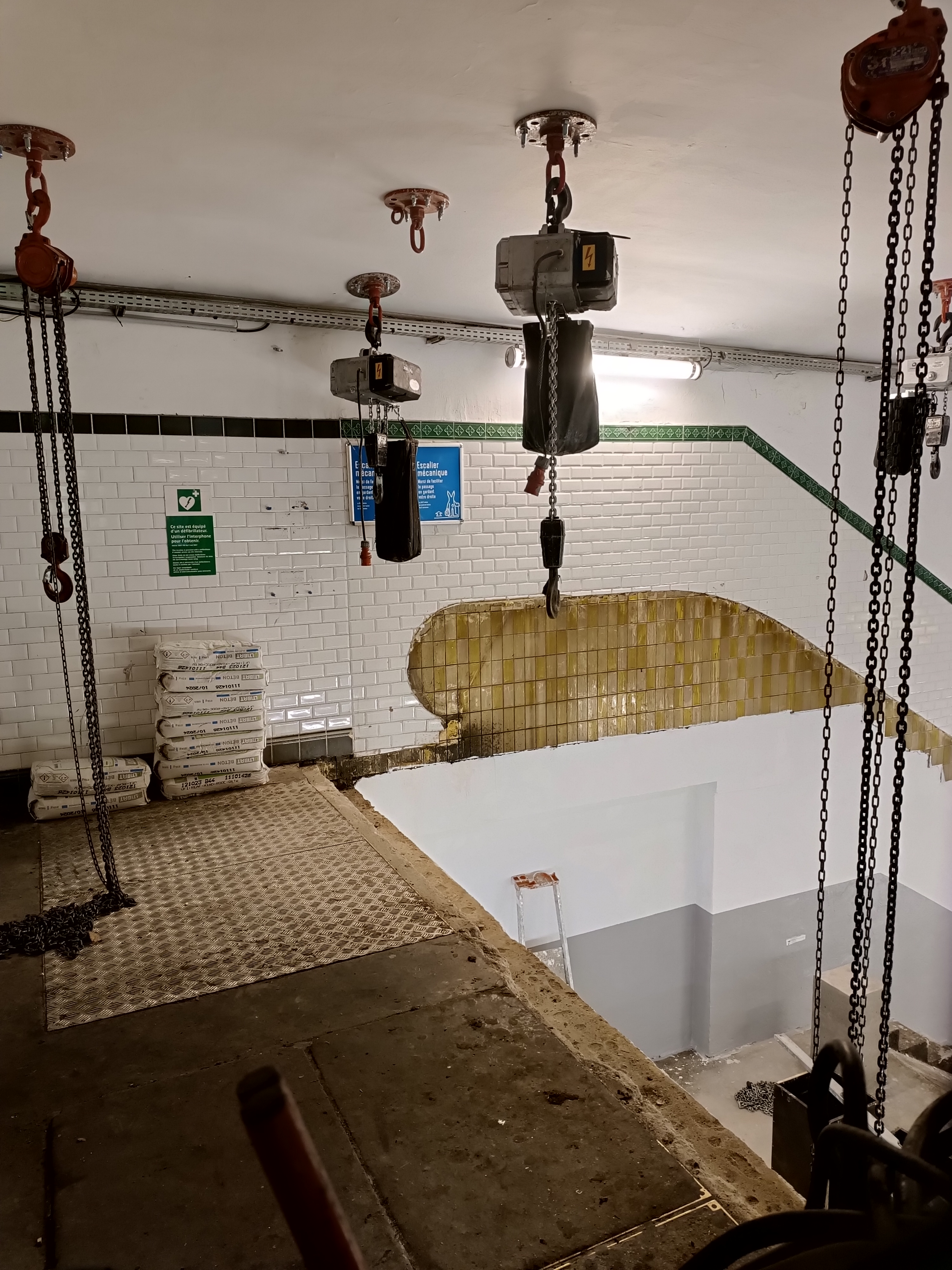
Chantier de remplacement d'escalator dans une station du métro parisien

Le mécanisme, proche de celui d'un tapis roulant, et même davantage d'un travelator, est constitué de marches articulées, généralement métalliques, et qui se déplacent plus ou moins rapidement vers le haut ou vers le bas. Afin de faciliter l'entrée et la sortie des utilisateurs, les extrémités sont alignées avec le sol, ce qui lui donne une forme en S un peu étiré.

## Utilisation et fonctionnement
Le départ d'un escalateur est horizontal en montée comme en descente, afin de permettre une bonne stabilisation des passagers et de leurs bagages éventuels, puis s'incline en une courte courbe progressive jusqu'à 30° environ d'inclinaison pour le parcours principal (celle d'un escalier fixe en étant parallèle), se terminant également en courbe jusqu'à l'horizontale pour l'arrivée.
Deux rampes de maintien gauche et droite parallèles aux marches, chacune étant appelée « main courante », se translatent simultanément à la même vitesse.
Les marches comme les rampes sont chacune solidaires d'une chaîne tournant en boucle entre le haut et le bas, mue par un moteur. Le retour des marches et des rampes s'effectue en étant cachés par le dessous, mais on peut les apercevoir sur quelques escalateurs vitrés, ainsi que lors d'une réparation.
La majorité desservent un étage au suivant, ceux-ci étant souvent plus hauts que ceux d'immeubles, comme dans les gares ou magasins, mais ils peuvent englober un très grand nombre d'étages à la fois.
Certains escalateurs sont dotés d'un détecteur de présence, permettant ainsi en cas de non utilisation, à ce que l'escalateur tourne au ralenti, voir s'arrête, puis redémarre progressivement vers sa vitesse nominale au départ d'un nouveau passager.
En France, les escaliers mécaniques ont été installés massivement à partir des années 1970. Par exemple, le métro de Paris a rapidement doté la plupart de ses stations principales avec correspondances ou importants dénivelés d'un accès par escalier roulant.
De nombreux escaliers mécaniques équipent également le centre Beaubourg, permettant d'accéder au sommet de l'édifice, d'où l'on jouit d'une vue panoramique sur tout Paris.

### Escaliers mécaniques en série
Sur un grand nombre de niveaux, les escaliers mécaniques peuvent se suivre l'un après l'autre soit longitudinalement, ou dans un grand magasin de plusieurs étages par exemple, être disposés en ciseaux, et s'ils sont doubles, en doubles ciseaux juxtaposés ou croisés.
Les escaliers roulants montants permettant notamment de réduire les efforts des passagers, sont bien sûr très majoritaires par rapport aux descendants. Le sens du départ est confirmé par une flèche verte ou un sens interdit lumineux présent également en cas de panne ou réparation.

### Comparaisons d'utilisation entre escaliers mécaniques et ascenseurs
La vitesse moyenne linéaire d'un escalier mécanique est de 0,6 m/s, soit 2 km/h, et verticale de 1 km/h, correspondant à celle d'une personne montant ou descendant les escaliers à bonne allure.
Les trois options de modes de locomotion verticale, escaliers, escaliers mécaniques et ascenseurs sont de plus en plus souvent proposées selon le choix du passager, notamment dans les lieux publics comme les stations de métro ou les magasins.

#### Escalier mécanique préférable
L'avantage d'un escalier mécanique par rapport à un ascenseur est, pour un faible nombre d'étages, l'embarquement direct en évitant les attentes, ainsi qu'un meilleur débit de personnes en cas d'affluence. Par convenance, les personnes restant immobiles se placent à droite, celles marchant simultanément pour gagner du temps parcourent la partie gauche. Néanmoins, au-delà du gain de quelques secondes sur l'escalateur, la marche réduit la capacité de l'escalier alors que sa capacité est maximale (et le temps d'attente minimal) quand les deux files sont immobiles sur l'escalier.
Les escaliers mécaniques sont mieux adaptés aux correspondances de métro ou aéroports par exemple, les couloirs horizontaux parfois longs et doublés de trottoirs roulants et changements de niveaux alternatifs sur un étage étant irréguliers et aléatoires selon la configuration de chaque station, les ascenseurs ne pouvant desservir que peu d'étages à la fois sur une même trajectoire verticale.
Les magasins et supermarchés à deux ou trois niveaux relient ceux-ci par des escaliers roulants, pouvant conjointement être équipés aussi de travelators pour les caddies.
L'escalier mécanique est aussi utilisé pour conduire aux salles de cinéma situées en étage ou sous-sol.

#### Ascenseur préférable
Pour un nombre d'étages important d'un bâtiment droit, l'ascenseur convient mieux sur plusieurs aspects : il peut être beaucoup plus rapide, la vitesse de l'escalier mécanique étant limitée comme pour un tapis roulant, par l'installation délicate du passager sans trébucher au départ et à l'arrivée, sa structure ne pouvant pas non plus être extensible en cours de trajet et sa mécanique compliquée pour la maintenance.
Un escalier mécanique occupe une place encore plus importante qu'un escalier due à sa structure inclinée par rapport à un ascenseur beaucoup plus rationnel.
Enfin l'ascenseur permet plus facilement d'installer les bagages ou poussettes que sur les marches amovibles, ainsi que l'accès aux personnes handicapées sur chaise roulante.

#### Autres alternatives
Le travelator constitue un intermédiaire entre un tapis roulant et un escalier roulant, mais il permet par ses marches inclinées non décalées de monter en continu les caddies encombrants dans un supermarché. Il occupe cependant une place importante.
Certains petits ascenseurs inclinés à cabine vitrée proches d'un mini-funiculaire longent aussi les escaliers. Leur avantage est de s'adapter à la structure des escaliers, transporter des bagages ou poussettes et l'accès aux personnes sur chaise roulante, mais il faut les attendre comme un ascenseur et ils avancent souvent à 2 km/h, aussi lentement qu'un escalier roulant.

### Variantes et originalités
La majeure partie des escalators suit une simple pente rectiligne d'environ 30°, mais certains peuvent posséder plusieurs paliers horizontaux de quelques mètres en trottoir roulant ou effectuer des virages en spirale comme ceux japonais figurant sur l'illustration ci-dessus.
Bien que mal considéré car gênant souvent les autres passagers, l'amusement traditionnel des enfants est d'essayer de marcher en sens inverse, donnant l'impression de faire du sur-place. D'autres descendent parfois la rampe en toboggan. Des caméras de surveillance et de sécurité en cas de problème sont souvent situées vers le haut pour veiller au bon savoir-vivre des passagers et stopper l'appareil en cas d'excès.

## Records

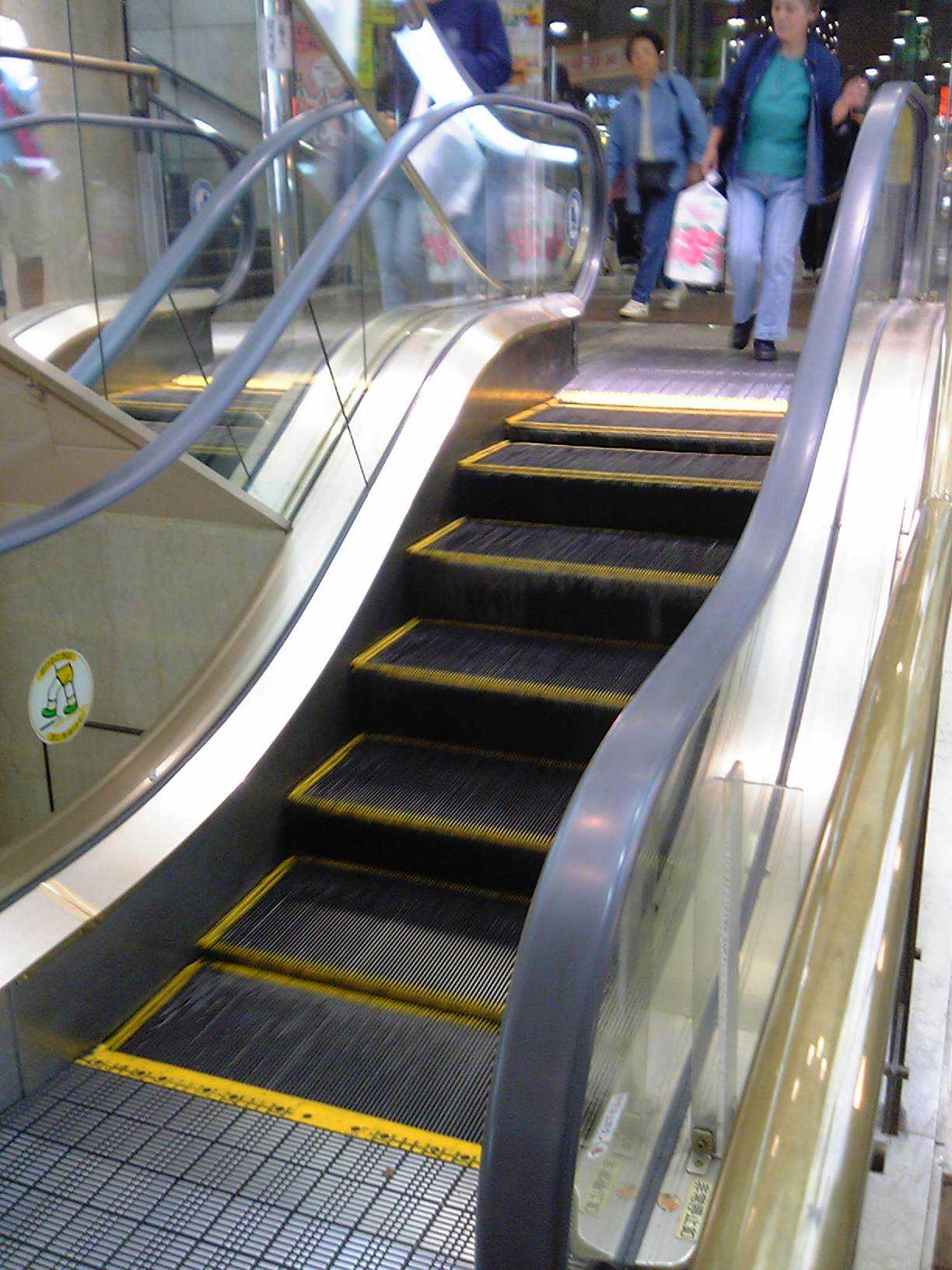
L’escalier mécanique réputé le plus court du monde, dans un centre commercial japonais

Selon le Livre Guinness des records, le plus long escalier mécanique est un escalier extérieur en quatre parties, situé dans le parc d'attraction Ocean Park, à Hong Kong. Il mesure 227 mètres, pour un dénivelé de 115 mètres (équivalent à 38 étages).
À l'inverse, le plus court a un dénivelé de 83,4 centimètres et se situe dans un centre commercial Okadaya More, à Kawasaki, au Japon.
En France, l'escalier mécanique de la ville du Havre, long de 153 mètres sur un dénivelé de 50 mètres et 338 marches, reliait de 1928 à 1984, en 4 minutes 15 ou 5 minutes 45, conjointement au funiculaire toujours existant, la ville basse du Havre à ses quartiers hauts.
On ne connaît pas de record de vitesse d'escalateur, aucun système sûr et fiable n'ayant été trouvé jusqu'ici pour accroître la vitesse ou la pente.[réf. nécessaire]

## Accidents notables
- Le 26 juillet 2015, une jeune mère chinoise est happée par un escalateur d'un centre commercial à Jingzhou dans la province du Hubei en Chine, après avoir eu le réflexe de sauver son fils de 4 ans. Morte broyée, elle a été victime de l'imprudence de l'équipe de maintenance[18].
- En octobre 2018, une vingtaine de supporters russes du CSKA Moscou ont été blessés lors de l'effondrement d'un escalateur dans le métro de Rome[19].